# Гвалдо Тадино
Гвалдо Тадино (итал. Gualdo Tadino) је насеље у Италији у округу Перуђа, региону Умбрија.
Према процени из 2011. у насељу је живело 9748 становника. Насеље се налази на надморској висини од 490 м.

## Становништво
| 1936.  | 1951.  | 1961.  | 1971.  | 1981.  | 1991.  | 2001.  | 2011.  |
| ------ | ------ | ------ | ------ | ------ | ------ | ------ | ------ |
| 12.701 | 13.259 | 12.906 | 12.468 | 13.863 | 14.154 | 15.064 | 15.453 |